# Podróż apostolska Jana Pawła II do Grecji, Syrii i na Maltę
Podróż apostolska Jana Pawła II do Grecji, Syrii i na Maltę odbyła się w dniach 4 - 9 maja 2001 roku. Była to 93 podróż apostolska tego papieża. Jan Paweł II jako pierwszy w historii papież odwiedził Grecję, Syrię i Maltę.

## Program w Grecji
4 maja
Papież przybył do Aten około godz. 11:00 miejscowego czasu. Na lotnisku powitali go jeden minister, nucjusz apostolski i katolicki arcybiskup Aten. Po ceremonii powitania udał się do pałacu prezydenckiego na osobistą rozmowę z prezydentem, premierem i przewodniczącym parlamentu. Później papież spotkał się z prawosławnym patriarchą i odbył z nim rozmowę.  W nuncjaturze papież zjadł obiad z greckimi biskupami. Po południu Ojciec Święty odwiedził katolicką katedrę św. Dionizego. O 18:30 Jan Paweł II pojechał na Areopag, skaliste wzgórze nieopodal Akropolu, gdzie w starożytności odbywały się posiedzenia ateńskiego trybunału i gdzie św. Paweł wygłosił swoją słynną mowę, zapisaną w 17. rozdziale Dziejów Apostolskich. Później papież powrócił do nuncjatury na nocleg. Wcześniej odmówiono Ojcze nasz po grecku.
5 maja
O godz. 8:00 papież udał się do Pałacu Sportu w ośrodku olimpijskim, odprawiona  została tam msza św. w obrządku łacińskim. Po mszy papież wraz z greckim ministrem spraw zagranicznych udał się na lotnisko i poleciał do Damaszku w Syrii.

## Program w Syrii
W ceremonii powitalnej prezydent Syrii powiedział, że widzi w papieżu orędownika pokoju i zaapelował o poparcie dla Syrii, Libanu i Palestyńczyków w walce z izraelskim uciskiem. Jan Paweł II też wygłosił przemówienie. Później udał się na nocleg.
6 maja
W tym dniu odbyła się msza święta na stadionie Abbasydów w Damaszku.  Przybyli na nią żołnierze syryjscy stacjonujący na wzgórzach Golan. Witający Papieża patriarcha Grzegorz III Laham powiedział po polsku: „Jan Paweł II, kochamy cię!”. Później odbyło się spotkanie ekumeniczne.
7 maja
Papież odwiedził meczet Ommajadów (w którym  znajduje się relikwia głowy Jana Chrzciciela, świętego katolickiego). Papież odwiedził też  kościółek, który upamiętnia ucieczkę św. Pawła z Tarsu w koszu z Damaszku. Jan Paweł II odbył podróż na wzgórza Golan, gdzie toczy się walka.
8 maja
Ostatnim spotkaniem było spotkanie papieża z młodymi. Odbyło się ono w grekomelchickiej katedrze. Później papież udał się na lotnisko i poleciał na Maltę.

## Program na Malcie
Papież został powitany przez prezydenta Malty i episkopat. Prezydent i Jan Paweł wygłosili przemówienia. Później udał się na nocleg do nuncjatury.
9 maja
Odbyła się msza święa na placu Granai we Florianie. Beatyfikował na niej 5 błogosławionych, pierwszych maltańczyków wyniesionych do chwały ołtarzy Ignacego Falzoniego (1813—1865), który zasłynął dziełami miłosierdzia, s. Marię Adeodatę Pisani (1806—1855) oraz ks. Jerzego Precę (1880—1962), założyciela Stowarzyszenia Nauki Chrześcijańskiej. Z tej okazji dzień 9 maja ogłoszono na Malcie świętem narodowym. Później papież zjadł obiad z biskupami Malty. Udał się na lotnisko i poleciał do Rzymu.